# Olszany (rejon stoliński)
Olszany (biał. Альшаны; ros. Ольшаны) – agromiasteczko na Białorusi, w obwodzie brzeskim, w rejonie stolińskim, w sielsowiecie Olszany, przy drodze republikańskiej P88. W Olszanach znajduje się dom kultury, dwa muzea, dwie cerkwie prawosławne i zbór zielonoświątkowy. 

## Historia

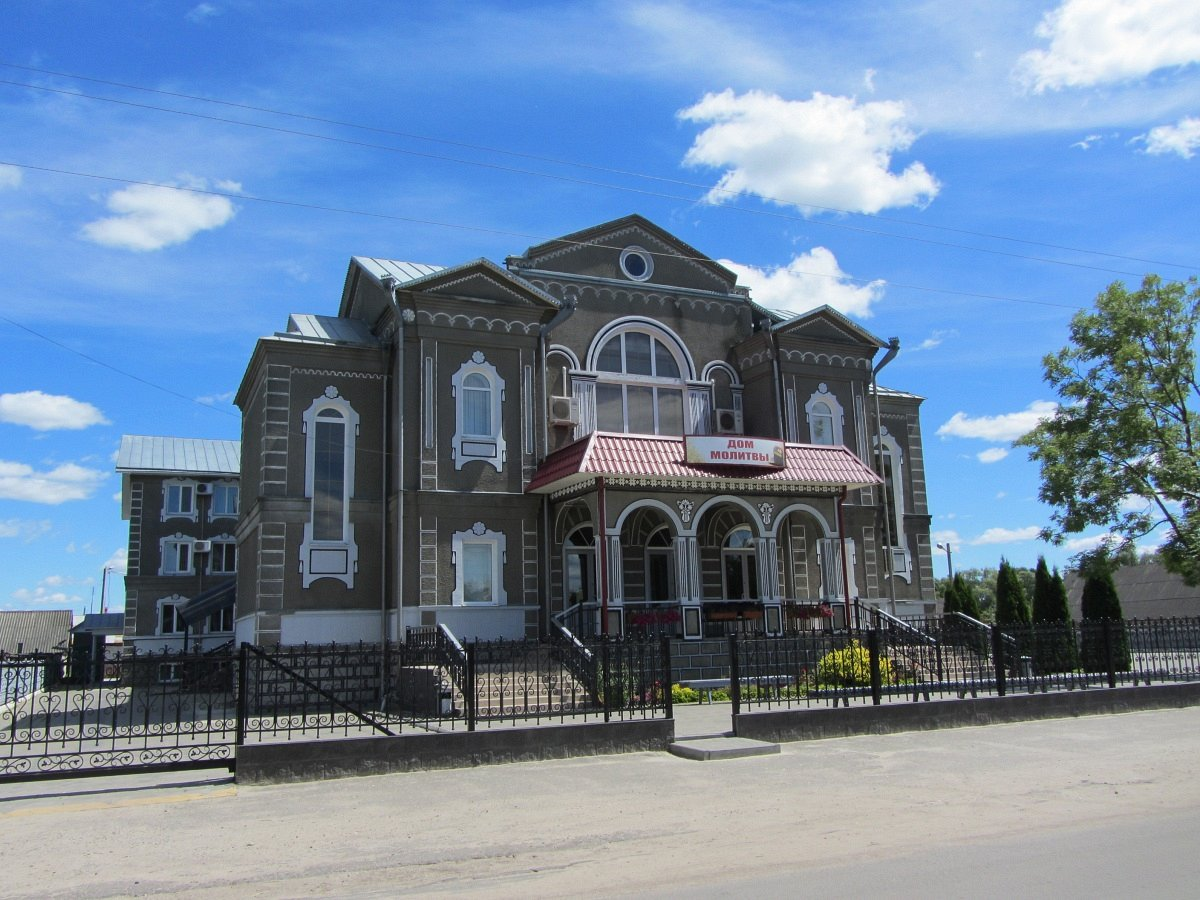
Stara kaplica zboru zielonoświątkowego.

W źródłach historycznych Olszany po raz pierwszy są wzmiankowane w roku 1392. 
W dwudziestoleciu międzywojennym leżały w Polsce, w województwie poleskim, w powiecie stolińskim, w gminie Chorsk. Po II wojnie światowej w granicach Związku Sowieckiego. Od 1991 w niepodległej Białorusi.

## Religia
Siedziba parafii prawosławnej; znajdują się tu dwie cerkwie – pw. św. Paraskiewy (parafialna) i pw. św. Julianny Holszańskiej (filialna).
W Olszanach znajduje się też jeden z największych zborów zielonoświątkowych na Białorusi, założony w 1928 roku. W 2022 roku przystąpiono do budowy nowej kaplicy. Ma to być największy obiekt sakralny na Białorusi. W roku 2020 zbór liczył ponad 2000 członków i około 3000 dzieci. 
Szacuje się, że zielonoświątkowcy mogą stanowić 80% mieszkańców. 